# Pahrump
|  | Dieser Artikel wurde aufgrund von inhaltlichen Mängeln auf der Qualitätssicherungsseite des Projektes USA eingetragen. Hilf mit, die Qualität dieses Artikels auf ein akzeptables Niveau zu bringen, und beteilige dich an der Diskussion! Eine nähere Beschreibung der zu behebenden Mängel fehlt. |

Pahrump ist eine Stadt an der Grenze zu Kalifornien im Nye County im US-Bundesstaat Nevada. Das U.S. Census Bureau hat bei der Volkszählung 2020 eine Einwohnerzahl von 44.738 auf einer Fläche von 771,5 km² ermittelt. Das Motto der Stadt heißt „Herz des neuen alten Westens“.

## Geschichte
Die ersten Siedler dieser Gegend waren Shoshonen. Der Name der Stadt leitet sich wahrscheinlich vom Namen Pah-Rimpi-Rimpi, das so viel wie „Wasserfelsen“ bedeutet. Im 19. Jahrhundert kamen die ersten Amerikaner nach Pahrump und bauten einige Ranches. Auf den 4 km² großen Ranches wurden Luzerne und Baumwolle angebaut und Vieh gehalten. Bis in die 60er Jahre hatte die Stadt keinen Telefonanschluss und die einzige Zufahrt zur Stadt war eine Kiesstraße. 1974 wurde in Pahrump eine High School eröffnet.
Pahrump ist gegenwärtig vor allem wegen seiner (legalen) Prostitution und Bordelle bekannt, dazu gehört das „Chicken Ranch Brothel“.

## Persönlichkeiten
- Art Bell, einer der bekanntesten amerikanischen Moderatoren von Talk Radio, lebte, sendete aus und starb in Pahrump.
- Ron Wayne, der dritte Mitbegründer von Apple, lebt in Pahrump.